# Proscoloplos cygnochaetus
Proscoloplos cygnochaetus is een borstelworm uit de familie Orbiniidae. Het lichaam van de worm bestaat uit een kop, een cilindrisch, gesegmenteerd lichaam en een staartstukje. De kop bestaat uit een prostomium (gedeelte voor de mondopening) en een peristomium (gedeelte rond de mond) en draagt gepaarde aanhangsels (palpen, antennen en cirri).
Proscoloplos cygnochaetus werd in 1954 voor het eerst wetenschappelijk beschreven door Day.